# Ida Bleeker
A.M. (Ida) Bleeker is een voormalig Nederlands politicus van het CDA.
Ze is afgestudeerd in de rechten aan de Universiteit van Amsterdam en was wethouder van de Amsterdamse deelgemeente Watergraafsmeer voor ze in 1995 benoemd werd tot burgemeester van Waterland. In 2001 stapte ze, ondanks het feit dat er nog wel een meerderheid van de gemeenteraad vóór haar herbenoeming wilde stemmen, zelf op. Dit deed Bleeker omdat ze onvoldoende steun vanuit de gemeenteraad en de wethouders ervoer. Later ging Bleeker werken bij de griffie van het Amsterdamse stadsdeel Westerpark en verder werd ze onder meer actief in de bemiddeling en coaching.
Haar lidmaatschap van het CDA zegde zij op toen het CDA met gedoogsteun van de PVV een regering vormde.